# Das Elend der Philosophie

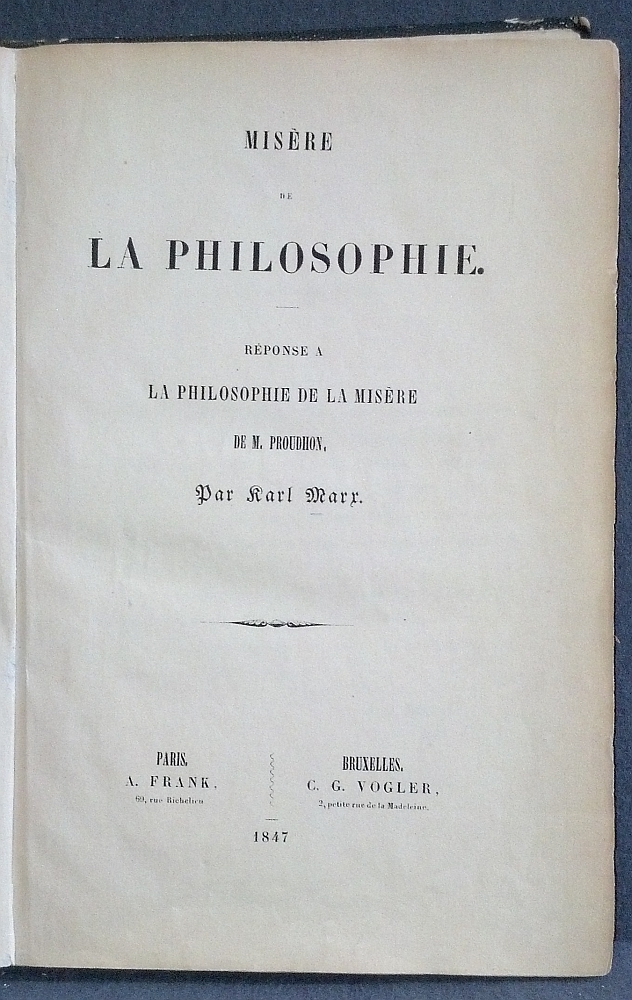
Karl Marx: Misère de la philosophie. Réponse a la philosophie de la misère de M. Proudhon, Erstausgabe 1847

Das Elend der Philosophie. Antwort auf Proudhons „Philosophie des Elends“ (orig. franz.: Misère de la philosophie. Réponse a la philosophie de la misère de M. Proudhon) war eine von Karl Marx 1847 verfasste und gegen Pierre-Joseph Proudhon gerichtete Schrift. Der Titel der Schrift spielt auf Proudhons erschienenes zweibändiges Werk Système des contradictions économiques ou Philosophie de la misère („System der ökonomischen Widersprüche oder: Philosophie des Elends“) Guillaumin, Paris 1846 an.

## Inhalt
Marx hält Proudhons Buch für „im allgemeinen schlecht, ja sehr schlecht“. Es bietet Marx indes willkommene Gelegenheit, weil Proudhon damals als wichtigster Vertreter des französischen Sozialismus gegolten hat, seine eigene materialistische Geschichtsauffassung im Allgemeinen sowie seine politische Ökonomie im Besonderen einem interessierten Publikum gegenüber darzulegen.
Proudhon habe die gegenwärtigen Zustände in ihrer Verkettung nicht begriffen, wozu ihm wohl auch die nötigen historischen Kenntnisse (etwa zum Weltmarkt oder zur Sklaverei) fehlten. Hinzu treten einander widersprechende philosophische Phrasen, die die logische Konsistenz der angestrebten Theorie noch mehr beeinträchtigen, wobei vielfach Logik durch Rhetorik ersetzt werde.
Da Proudhon die deutsche Sprache nicht beherrschte, kannte er Hegelsche Begriffe nur von Hörensagen. Er kokettiert zwar manchmal mit Ausdrücken wie „Dialektik“ oder „Antinomie“; doch seine entsprechenden Anwendungen muss man ihm auf sein eigenes Konto schreiben. Wie Hegel indes schließt Proudhon von Begriffen auf die Realität, was Marx als „aus dem Kopf konstruieren“ und „Verwechseln der Ideen mit den Dingen“ aufs Schärfste zurückweist. Marx insistiert demgegenüber auf der Grundauffassung des historischen Materialismus (wie die materialistische Geschichtsauffassung später genannt werden sollte):
„Die soziale Geschichte der Menschen ist stets nur die Geschichte ihrer individuellen Entwicklung, ob sie sich dessen bewußt sind oder nicht. Ihre materiellen Verhältnisse sind die Basis aller ihrer Verhältnisse. Diese materiellen Verhältnisse sind nichts anderes als die notwendigen Formen, in denen ihre materielle und individuelle Tätigkeit sich realisiert.“ (MEW 4. S. 548f.)
Unter einer dialektischen Abfolge versteht Proudhon eine Anordnung ökonomischer Kategorien (worunter er auch „Maschinen“ fasst, was Marx als unökonomische Kategorie ablehnt), wobei eine gute Seite einer schlechten Seite widerspricht und schließlich beide in einer Synthese versöhnt werden. Das ist für Marx weder (Hegelsche) Dialektik, noch eine befriedigende Vorgehensweise, da statt einer Erklärung lediglich moralische Wertungen zum Tragen kommen.
Marx stützt seine Analyse der widersprüchlichen Beziehungen von Tauschwert und Gebrauchswert stattdessen auf die Analyse von David Ricardo. Im Übrigen findet er Dinge bei Proudhon (etwa über Arbeitsteilung bei Adam Smith), die andere Ökonomen schon zuvor besser und gründlicher analysiert hätten.
Nur noch Spott („Prophet“, „eine Bibel“, „Hegelsches abgedroschenes Zeug“) hat Marx übrig für Proudhons Bestreben, die geschichtliche Entwicklung von Gesellschaft als Geschichte von Ideen darzustellen, die einen Fortschritt in der Entwicklung der göttlichen Vernunft bedeuten soll. Die Widersprüche, die Proudhon feststelle, seien letztlich Widersprüche zwischen seiner Begriffskonstruktion, wenn sie auf die wirkliche Geschichte treffe.
Marx erkennt jedoch Proudhon einen bedeutenden politischen Stellenwert zu:
„Er selber ist bloß der soziale Widerspruch in Aktion. Er muß durch die Theorie rechtfertigen, was er in der Praxis ist, und Herr Proudhon hat das Verdienst, der wissenschaftliche Interpret des französischen Kleinbürgertums zu sein, was ein wirkliches Verdienst ist, da das Kleinbürgertum ein integrierender Bestandteil aller sich vorbereitenden sozialen Revolutionen sein wird.“ (MEW 4. S. 557)

## Entstehungs- und Veröffentlichungsgeschichte
Die Arbeiten am 178 Seiten langen Werk Misère de la philosophie nahm Marx vor dem 15. Januar 1847 auf, wie aus einem Brief von Engels an Marx vom 15. Januar 1847, einen Brief von Marx an Annenkow vom 28. Dezember 1846 und dem ersten Vorwort Engels zu schließen ist. Anfang April 1847 beendete Marx die Hauptschrift, mit dem 15. Juni datiert seine Vorrede zu dem Werk. Am 24. Juli 1847 zeigte der Kommissionär in Paris, der Buchhändler und Verleger Albert Franck das Buch als erschienen an. In französischer Sprache erschien das Elend der Philosophie erstmals 1847 in Paris und Brüssel.  Die Auflage betrug 800 Stück. Exzerpte von Teilen der Schrift (dem 5. Abschnitt des 2. Kapitels, „Strikes und Arbeiterkoalitionen“) erschienen vor allem zwischen 1872 und 1875 unter anderem in Zeitungen wie La Emancipacion, Der Volksstaat und Der Sozialdemokrat. 1880 versuchte Marx die Schrift im französischen, sozialistischen Nachrichtenmagazin L’Égalité, dem Organ der französischen Arbeiterpartei, zu publizieren, es wurden jedoch nur die Vorrede und der erste Abschnitt des ersten Kapitels veröffentlicht.
In deutscher Sprache wurde das Elend der Philosophie erst nach Marx Tod veröffentlicht, 1884/85 in Stuttgart, in einer von Karl Kautsky und Eduard Bernstein besorgten und übersetzten Ausgabe, die von Friedrich Engels überprüft und mit einem Vorwort versehen wurde. Diese Ausgabe stützte sich auf die 1847 erschienene Originalfassung und beinhaltete von Marx um 1876 vorgenommene handschriftliche Änderungen, die sich in einer von Marx persönlich an Natalja Utina gewidmeten Fassung der französischen Originalausgabe finden. Außerdem wurde eine Stelle aus der Marxschen Schrift Zur Kritik der Politischen Ökonomie von 1859 sowie eine Übersetzung seiner Brüsseler Rede über Freihandel („Rede über die Frage des Freihandels“, 1848, MEW 4: 444–458.) mit einem Vorwort Engels zugefügt.
1891 folgte eine spanischsprachige Übersetzung von José Mesa, mit dem Friedrich Engels in Briefverkehr stand. 1892 folgte die zweite deutsche Ausgabe in Stuttgart, abermals mit einem kurzen Vorwort Engels. Die erste englischsprachige Ausgabe erschien 1900. Bis vor Ausbruch des Ersten Weltkrieges 1914 wurden regelmäßig unveränderte Auflagen der 2. deutschen Ausgabe von Johann Heinrich Wilhelm Dietz herausgegeben. 1898 erfolgte eine bulgarische Übersetzung. Ins Russische wurde das Werk erstmals 1898 in Odessa übersetzt. 1939 veröffentlichte der Verlag für fremdsprachige Literatur in der Sowjetunion das Werk erneut in deutscher Sprache. Nach Ende des Zweiten Weltkrieges wurde das Werk in deutscher Sprache vor allem in der DDR veröffentlicht. Eine erste chinesische Übersetzung wurde 1929 in Peking, eine schwedische 1919 in Stockholm, eine ukrainische 1923 in Charkow, eine japanische 1926 in Kyoto, eine georgische 1931 in Tiflis, eine finnische 1932 in Leningrad, eine ungarische 1932 in Budapest, eine kroatische 1933 in Zagreb, eine serbische 1934 in Zagreb, eine jiddische 1939 in Wilna, eine hebräische 1955 in Tel Aviv, eine slowenische 1957 in Ljubljana und eine holländische 1974 in Moskau veröffentlicht. Im Zuge des Aufkommens des Internets gegen Ende des 20. Jahrhunderts wurde der Text digitalisiert und war 2007 im Marxists Internet Archive in zehn Sprachen online: arabisch, deutsch, englisch, französisch, italienisch, katalanisch, niederländisch, persisch, schwedisch, vietnamesisch.
In manchen Auflagen wurde ebenfalls ein Brief von Marx an Annenkow vom 28. Dezember 1846 und ein Brief an Schweitzer vom 21. Januar 1865 abgedruckt, die beide eine Auseinandersetzung mit Proudhon beinhalten.

## Zitate
- Die ökonomischen Kategorien sind nur die theoretischen Ausdrücke, die Abstraktionen der gesellschaftlichen Produktionsverhältnisse. … Somit sind diese Ideen, diese Kategorien, ebenso wenig ewig wie die Verhältnisse, die sie ausdrücken. Sie sind historische, vergängliche, vorübergehende Produkte. - MEW 4: 130

- Mit der Erwerbung neuer Produktivkräfte verändern die Menschen ihre Produktionsweise, und mit der Veränderung der Produktionsweise, der Art, ihren Lebensunterhalt zu gewinnen, verändern sie alle ihre gesellschaftlichen Verhältnisse. Die Handmühle ergibt eine Gesellschaft mit Feudalherren, die Dampfmühle eine Gesellschaft mit industriellen Kapitalisten. - MEW 4: 130

- Was die Arbeitsteilung in der modernen Gesellschaft charakterisiert, ist die Tatsache, daß sie die Spezialitäten, die Fachleute und mit ihnen den Fachidiotismus erzeugt. - MEW 4: 157

- Die ökonomischen Verhältnisse haben zuerst die Masse der Bevölkerung in Arbeiter verwandelt. Die Herrschaft des Kapitals hat für diese Masse eine gemeinsame Situation, gemeinsame Interessen geschaffen. So ist diese Masse bereits eine Klasse gegenüber dem Kapital, aber noch nicht für sich selbst. In dem Kampf, den wir nur in einigen Phasen gekennzeichnet haben, findet sich diese Masse zusammen, konstituiert sie sich als Klasse für sich selbst. Die Interessen, welche sie verteidigt, werden Klasseninteressen. Aber der Kampf von Klasse gegen Klasse ist ein politischer Kampf. - MEW 4: 180 f.

- Die Bedingung der Befreiung der arbeitenden Klasse ist die Abschaffung jeder Klasse, wie die Bedingung der Befreiung des dritten Standes, der bürgerlichen Ordnung, die Abschaffung aller Stände war. Die arbeitende Klasse wird im Laufe der Entwicklung an die Stelle der alten bürgerlichen Gesellschaft eine Assoziation setzen, welche die Klassen und ihren Gegensatz ausschließt, und es wird keine eigentliche politische Gewalt mehr geben, weil gerade die politische Gewalt der offizielle Ausdruck des Klassengegensatzes innerhalb der bürgerlichen Gesellschaft ist. Inzwischen ist der Gegensatz zwischen Proletariat und Bourgeoisie ein Kampf von Klasse gegen Klasse, ein Kampf, der, auf seinen höchsten Ausdruck gebracht, eine totale Revolution bedeutet. Braucht man sich übrigens zu wundern, daß eine auf den Klassengegensatz begründete Gesellschaft auf den brutalen Widerspruch hinausläuft, auf den Zusammenstoß Mann gegen Mann als letzte Lösung? Man sage nicht, daß die gesellschaftliche Bewegung die politische ausschließt. Es gibt keine politische Bewegung, die nicht gleichzeitig auch eine gesellschaftliche wäre. Nur bei einer Ordnung der Dinge, wo es keine Klassen und keinen Klassengegensatz gibt, werden die gesellschaftlichen Evolutionen aufhören, politische Revolutionen zu sein. - MEW 4: 181 f.

## Ausgaben (Auswahl chronologisch)
19. Jahrhundert

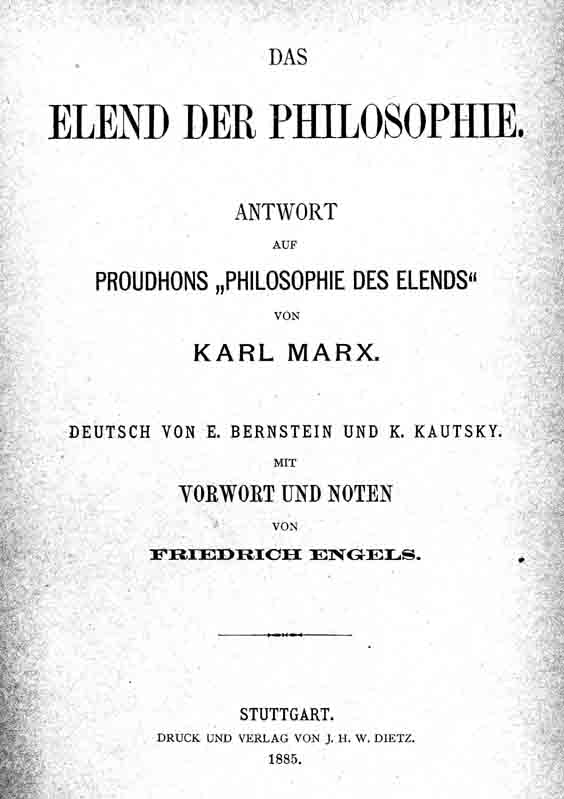
Das Elend der Philosophie, erste deutsche Ausgabe 1885

- Misère de la philosophie. Réponse a la philosophie de la misère de M. Proudhon, C.G. Vogler, Brüssel / A. Frank, Paris 1847.Digitalisat
- Das Elend der Philosophie. Antwort auf Proudhons „Philosophie des Elends“. Deutsch von Karl Kautsky und Eduard Bernstein. Mit Vorwort und Noten von Friedrich Engels, Stuttgart (J.H.W. Dietz) 1885 4. unveränderte Aufl. 1907 Digitalisat
- Carlos Marx: Miseria de la filosofia, Contestación á la filosofía de la miseria de Proudhon. Versió espanñola, precedida de una carta de Federico Engels y unos Apuntes sobre las teorias, carácter y obras del autor por José Mesa. Establecimiernto Tipográfico de Ricardo Fé, Madrid 1891
- Das Elend der Philosophie, Stuttgart, Dietz, 1892 (2. Auflage) (Internationale Bibliothek Bd. 12) Marx.Works
- Das Elend der Philosophie, Stuttgart, Dietz, 1895 (3. unveränd. Aufl.) (Internationale Bibliothek Bd. 12) Marx.Works
- Carlo Marx: La miseria della filosofia. In risposta  alla filosofia della miseria di Proudhon. Libreria Treves di Pietro Virano, Bologna 1895
- Misère de la philosophie. Réponse à la Philosophie de la misère de M. Proudhon, pasr Karl Marx. Avec une préface de Friedrich Engels, V. Girad & E. Brière Libraires-éditeurs, Paris 1896

20. Jahrhundert
- The Poverty of Philosophy. Answer to the Philosophy of Poverty by M. Proudhon. Twentieth Century Press, London 1900
- Das Elend der Philosophie.  J. H. W. Dietz, Stuttgart 1913 (5. unveränd. Aufl.)
- Das Elend der Philosophie. Verlag für fremdsprachige Literatur, Moskau 1939
- Das Elend der Philosophie. Dietz Verlag, Berlin 1947 Marx.Works
- Das Elend der Philosophie. Dietz Verlag, Berlin 2. Aufl. Marx.Works
- The Poverty of Philosophy. Progress Publishers, Moskau 1955
- Das Elend der Philosophie. Dietz Verlag, Berlin 1960, 4. Aufl. (66. – 70. Tsd.) Marx.Works
- Das Elend der Philosophie. Dietz Verlag, Berlin 1971, 5. Aufl. verb. Aufl. Marx.Works
- Das Elend der Philosophie. Verlag Marxistische Blätter, Frankfurt am Main 1971
- Das Elend der Philosophie. Antwort auf Proudhons "Philosophie des Elends". Nach der deutschen Übersetzung von Eduard Bernstein, Karl Kautsky und Friedrich Engels neu hrsg. mit Kommentar und Annotation von Hans Pelger, Berlin/Bonn, J.H.W.Dietz Nachf., 1979, ISBN 3-8012-1012-X (11. Auflage) (Internationale Bibliothek Bd. 12)

21. Jahrhundert
- Karl Marx: Das Elend der Philosophie. Von Friedrich Engels redigierte Übersetzung von Eduard Bernstein und Karl Kautsky. In: Marx-Engels-Gesamtausgabe. Abteilung 1. Band 30. Akademie-Verlag, Berlin 2011, ISBN 978-3-05-004674-7, S. 238–333 Entstehung und Überlieferung, S. 920–932

Übersetzungen
- Arabisch 2007
- Armenisch 1948
- Bulgarisch 1921, 1938, 1953, 1957
- Chinesisch 1929, 1930, 1932, 1937, 1949, 1955, 1956, 1957, 1961, 1962, 1964, 1965
- Dänisch 1848, 1888, 1890
- Englisch 1920, 1934, 1935, 1941, 1955, 1958, 1962, 1976
- Finnisch 1932
- Georgisch 1931, 1938
- Hebräisch 1955
- Holländisch 1974
- Italienisch 1914, 1945, 1949, 1950, 1973
- Japanisch 1929, 1929, 1930, 1947, 1948, 1950, 18951, 1954, 1956, 1960, 1982
- Jiddisch 1939
- Kroatisch 1933, 1946, 1959
- Mazedonisch 1960
- Norwegisch 1970
- Polnisch 1933, 1948, 1949, 1962
- Portugiesisch 1872
- Rumänisch 1947, 1958
- Russisch 1918, 1919, 1922, 1928, 1929, 1930, 1931, 1937, 1938, 1941, 1955, 1956, 1958, 1962, 1973, 1976
- Schwedisch 1919, 1949, 1972
- Serbisch 1934, 1946
- Slowakisch 1955
- Slowenisch 1957
- Spanisch 1928, 1933, 1937, 1957, 1961, 1973
- Tschechisch 1948, 1958, 1959
- Ukrainisch 1923, 1932, 1958, 1959
- Ungarisch 1932, 1946, 1959, 1959